# Sebastian Zimmer
Sebastian Zimmer (* 31. August 1982 in Wittlich) ist ein ehemaliger deutscher Fußballspieler.
Der 1,75 m große Mittelfeldspieler begann beim SV Hetzerath mit dem Fußballspielen und kam dann 2002 über den TuS Mosella Schweich zu Eintracht Trier. Für diesen Verein bestritt er in der Saison 2003/04 zwei Spiele in der 2. Fußball-Bundesliga. Von 2006 bis 2007 spielte Zimmer für den Südwest-Oberligisten FSV Salmrohr und wechselte zur Saison 2007/08 zu seinem in die Bezirksliga aufgestiegenen Heimatverein SV Hetzerath. Nach nur einer Saison wechselte er weiter zum luxemburgischen Zweitligisten Victoria Rosport. 2011 wechselte er erneut zum TuS Mosella Schweich und beendete dort am 30. Juni 2012 seine Karriere als Spieler.